# جيلكا فان هوتين
جيلكا فان هوتين (بالهولندية: Jelka van Houten)‏ هي مغنية وممثلة هولندية، ولدت في 1 سبتمبر 1978 بكولمبورخ في هولندا.

## وصلات خارجية
- جيلكا فان هوتين على موقع IMDb (الإنجليزية)
- جيلكا فان هوتين على موقع ميوزك برينز (الإنجليزية)
- جيلكا فان هوتين على موقع ديسكوغز (الإنجليزية)
- جيلكا فان هوتين على موقع قاعدة بيانات الفيلم (الإنجليزية)